# Estrus Crayton
Estrus Crayton (* 1972) ist ein ehemaliger US-amerikanischer Footballspieler.

## Laufbahn
Der 1,88 Meter messende Crayton spielte 1989 und 1990 am Santa Ana College in Kalifornien sowie in den Jahren 1991 und 1992 an der University of Southern California im selben US-Bundesstaat.
Crayton war als Berufsfootballspieler zunächst bei den Edmonton Eskimos in der kanadischen Liga CFL beschäftigt, 1995 und 1996 spielte er dann für die Düsseldorf Panther in Deutschland. Mit den Rheinländern wurde er 1995 deutscher Meister und Eurobowl-Sieger. Von 1997 bis 2000 stand der Runningback und Wide Receiver (während seiner Laufbahn teils auch als Cornerback und Safety eingesetzt) in Diensten der Braunschweig Lions, mit denen er unter Cheftrainer Kent Anderson 1997, 1998 und 1999 jeweils den deutschen Meistertitel sowie 1999 ebenfalls den Eurobowl errang.
Er folgte Anderson 2001 zu den Hamburg Blue Devils und gewann mit den Hanseaten zwei weitere deutsche Meisterschaften (2001 und 2002). Im Vorfeld der Saison 2003 schloss er sich den Berlin Adlern an, um dort wieder mit Anderson zusammenzuarbeiten. Mit den Hauptstädtern zog er 2004 ins Endspiel um die deutsche Meisterschaft ein und bezwang dort seine frühere Mannschaft aus Braunschweig mit 10:7. Crayton spielte auch 2005 bei den Adlern, im Vorfeld der 2006er Saison wechselte er zu den Kiel Baltic Hurricanes in die zweite Liga und stieg mit den Fördestädtern in die GFL auf. 2007 wurde dort wieder Kent Anderson sein Trainer. Mit Kiel wurde Crayton 2008 deutscher Vizemeister.
Im Vorfeld des Spieljahres 2009 kehrte er zu den mittlerweile in der zweiten Liga antretenden Düsseldorf Panthern zurück. Mit Düsseldorf gelang 2010 der Aufstieg in die GFL, er stand danach noch mit mehr als 40 Jahren in der höchsten deutschen Spielklasse auf dem Rasen. Er brachte sich zudem in die Nachwuchsarbeit der Panther ein.
Crayton spielte bis 2012 für die Düsseldorf Panther, zur Saison 2013 wechselte er als Cheftrainer zum niederländischen Meister Alphen Eagles. Er führte die Mannschaft 2013 zur Verteidigung des niederländischen Meistertitels, aus finanziellen Gründen trennte sich der Verein nach einem Jahr von Crayton. Er spielte 2015 zeitweilig für die Cologne Crocodiles in der zweiten Liga und ging dann im Juli 2015 als Jugendtrainer zu den Kiel Baltic Hurricanes. Im Laufe des Jahres 2016 kehrte er zu den Düsseldorf Panthern zurück und war dort Mitglied des Trainerstabs. Er arbeitete anschließend im Jugendbereich der Leverkusen Tornados, 2018 wurde er Mitglied des Trainerstabs des Fünftligisten Düsseldorf Bulldozer. Ab 2019 waren die Rheinländer Drittligist. Gelegentlich half er in der Düsseldorfer Mannschaft bei Personalknappheit als Spieler aus.
Im November 2023 vermeldeten die Assindia Cardinals den hauptberuflich in Mülheim an der Ruhr beschäftigten Crayton als neues Mitglied ihres Trainerstabes, in dem er für den Angriff zuständig wurde.